# Fédération des usagers des transports et des services publics
 (mai 2022).
La Fédération des usagers des transports et des services publics (FUT-SP) ou SOS usagers est une association française de défense des intérêts des usagers des transports et services publics, créée en 1968 par Jean-Claude Delarue sous le nom de Fédération des usagers des transports.

## Prises de positions
En 2015, à l'occasion du scandale des trains SNCF « trop grands de quelques millimètres » pour circuler dans les tunnels italiens, l'association révèle que la situation « est extrêmement embarrassante. Jusqu’à présent, 300 plates-formes ont été réparées, causant d’énormes perturbations. Les patrons ont mis de côté 45 millions de livres, mais le coût total pourrait dépasser 100 millions de livres ».
En janvier 2018, la Fédération des usagers des transports et des services publics, au travers de pannes, incidents techniques et trains supprimés à répétition critique la baisse de la maintenance de la SNCF ainsi que celle des effectifs destinés à entretenir le matériel et les voies.
Accompagnée par le syndicat UNSA RATP, SOS usagers dénonce également « l’insécurité dans le métro parisien due au trafic de drogue » et « en appelle aux pouvoirs publics et à la RATP pour que des mesures urgentes et sérieuses soient rapidement mises en œuvre ». Le ministre de l'Intérieur Gérard Collomb, la maire de Paris Anne Hidalgo, ainsi que Valérie Pécresse, présidente de la région Ile-de-France et de l'autorité organisatrice des transports franciliens Île-de-France Mobilités (ex-Stif) sont saisis par courrier,.
En septembre 2018, l'association se mobilise avec Nathalie Raoul, de l’association des paralysés de France (APF), pour demander la réalisation de travaux d’accessibilité à la gare de Melun. Cette action s'inscrit au sein de son combat pour l'accessibilité dans les gares des personnes à mobilité réduite: en situation de handicap, mais aussi seniors, personnes en béquilles ou encore parents avec des poussettes.